# Otocinclus arnoldi
Otocinclus arnoldi, llamado comúnmente limpiavidrios, es una de las especies que componen el género Otocinclus, peces de la familia Loricariidae del orden Siluriformes. Habita en el centro-sur de América del Sur.

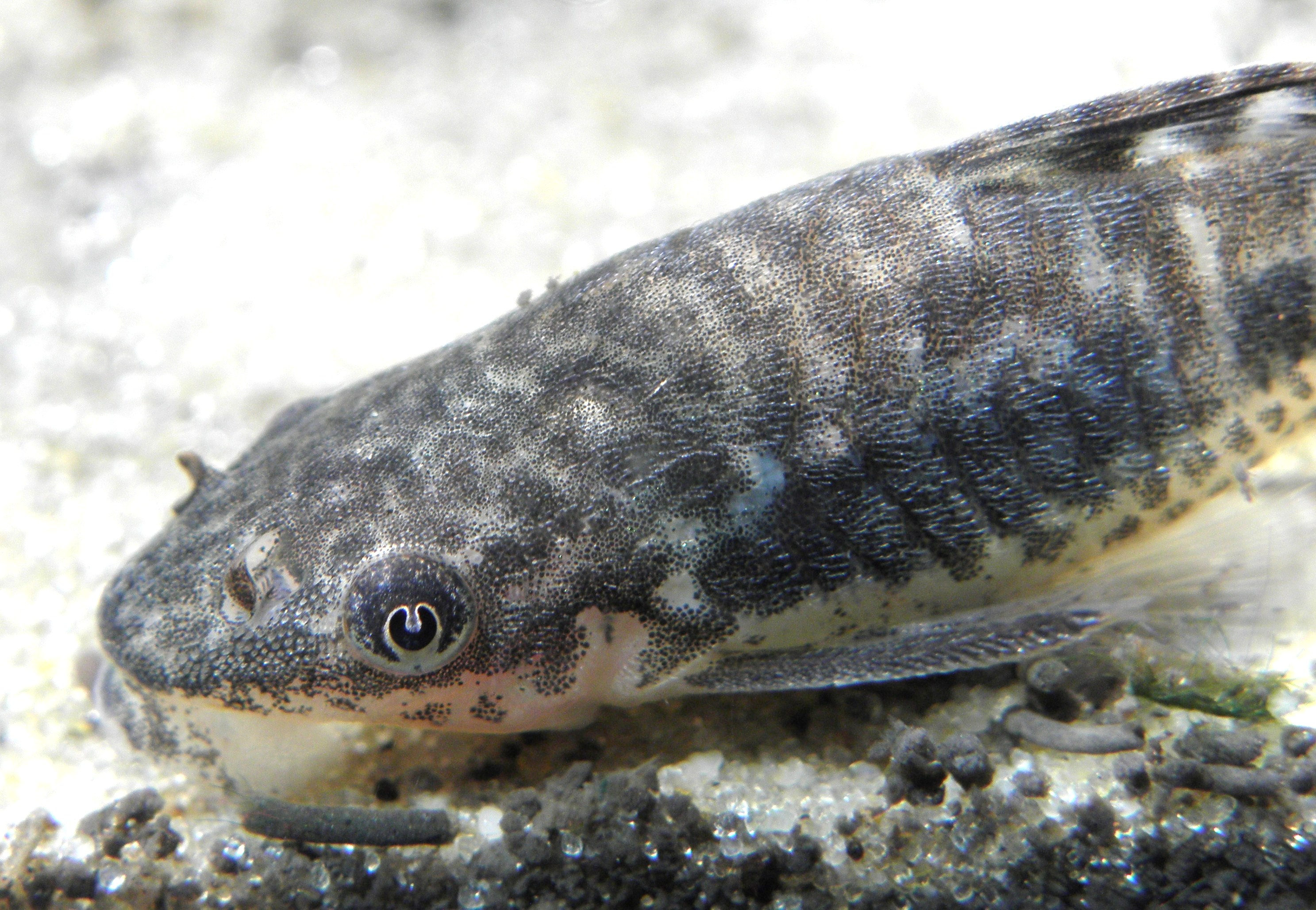
Limpiavidrio (Otocinclus arnoldi).

## Distribución geográfica
Otocinclus arnoldi habita en el sudeste de Sudamérica, en ríos, arroyos, y lagunas de la cuenca del Plata. Se distribuye en afluentes de la cuenca del río Paraná medio e inferior, en la cuenca baja y media del río Paraguay, en la cuenca del río Uruguay, en cursos fluviales que drenan hacia el Río de la Plata, y en pequeños arroyos costeros del sudeste del Uruguay. Su geonemia comprende territorios de la Argentina, sur del Brasil, Paraguay, y Uruguay.
Es la especie del género que alcanza latitudes más australes, pues llega hacia el sur hasta la baja cuenca del río Salado, en la cuenca de la laguna de Chascomús, en el este de la provincia de Buenos Aires, centro-este de la Argentina.

## Taxonomía

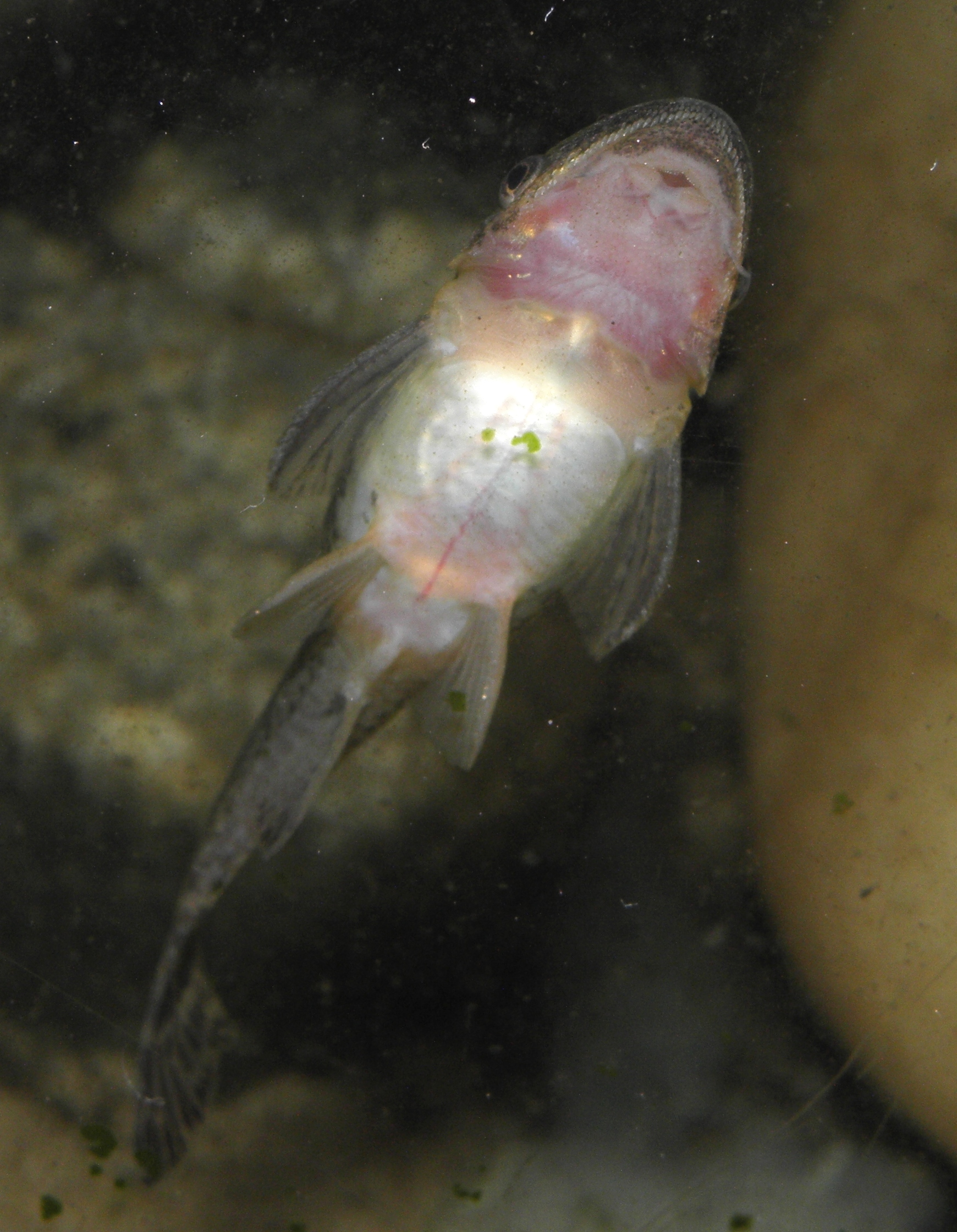
Limpiavidrio (Otocinclus arnoldi).

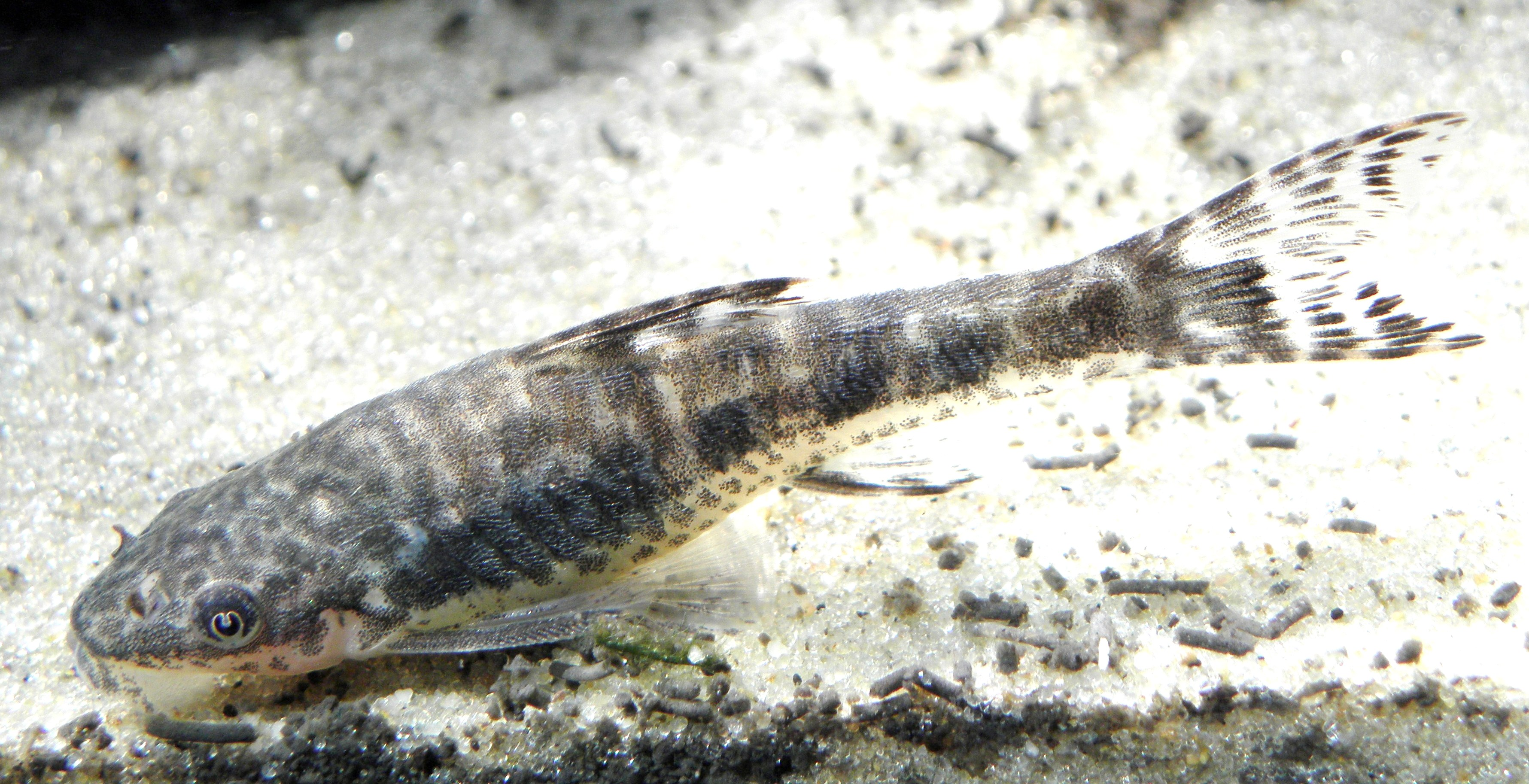
Limpiavidrio (Otocinclus arnoldi).

Otocinclus arnoldi fue descrito en el año 1909 por el ictiólogo británico Charles Tate Regan, con ejemplares colectados en la cuenca del río Yacuí, en el noroeste del estado de Río Grande del Sur, Brasil. Fue definido sobre la base de dos caracteres diagnósticos: 
- la presencia de 5 radios pectorales ramificados (versus 6 en O. flexilis);
- la presencia de un copete levantado de alargados odontoides en la punta de la apófisis posterior supraoccipital, tanto en los juveniles como en los adultos de O. arnoldi.

En el año 1996, luego de un estudio taxonómico, A. E. Aquino consideró a Otocinclus arnoldi un sinónimo de Otocinclus flexilis. En el año 2006, P. Lehmann resucitó a O. arnoldi de la sinonimia de O. flexilis, indicando que Aquino incurrió en el error al no comparar ejemplares de O. arnoldi con el ejemplar tipo de O. flexilis, y haciéndolo en cambio con otros materiales colectados en localidades de la Argentina, país donde no habita O. flexilis, ya que Lehmann limitó la distribución de este último a los afluentes del sistema de la laguna de los Patos. Por lo tanto, todos los registros de O. flexilis con procedencia de la Argentina y Paraguay deben ser considerados O. arnoldi.

## Otocinclus arnoldicomo pez de acuario
Esta especie se mantiene muy bien en acuarios domésticos, en condiciones similares a las de la mayoría de las especies de Otocinclus. Si bien sus colores son poco atractivos, son muy comercializados para ser incorporados a tanques comunitarios al ser muy pacíficos, resistentes, y fundamentalmente por alimentarse de las algas que crecen en los vidrios, de allí el nombre popular de «limpiavidrio». Al alcanzar una longitud máxima de pocos centímetros, también son aptos para acuarios pequeños.  
Otocinclus arnoldi, al habitar en latitudes mayores, es la especie del género que soporta temperaturas más bajas, incluso en los pequeños charcos o arroyos donde vive, la superficie se congela en las noches más frías del invierno austral. Esta resistencia a las temperaturas bajas le permite residir perfectamente en acuarios hogareños no calefaccionados, conviviendo con otras especies "de agua fría", como el popular Carassius.